# Бакальчук Владислав Сергійович
Владислав Сергійович Бакальчук (24 лютого 1977 , Люберці, Московська область ) — російський підприємець, співзасновник маркетплейсу Wildberries.
Керував операційною діяльністю компанії, займався питаннями продажів, маркетингу та закупівель Wildberries. На 2019 рік йому належало 1% компанії, решта 99% перебували у його дружини Тетяни Бакальчук. Залишив компанію у липні 2024 року.
У 2021 році Forbes поставив Тетяну та Владислава Бакальчуків на перше місце серед найбагатших сімей Росії. За даними видання, їхнє майно оцінювалося в 13,1 млрд $.

## Біографія
Народився 24 лютого 1977 року у місті Люберці Московської області.
У 1997 році закінчив Московський енергетичний університет за спеціальністю "Радіофізика". Наприкінці 1990-х почав займатися бізнесом, продавав комп'ютери. У 2002 році разом із Олексієм Фадєєвим створив інтернет-провайдера UTech. Компанія надавала свої послуги у кількох округах Москви. Через п'ять років після заснування компанія обслуговувала близько 15 тисяч будинків.
Після народження дитини у 2004 році його дружину Тетяну Бакальчук привернула ідея власної справи, і вибір припав на інтернет-торгівлю одягом та взуттям. У 2004 році Бакальчуки заснували компанію Wildberries. При UTech також функціонувала веб-студія UT Design, яка займалася створенням інтернет-магазинів та оформила перший сайт Wildberries, вибравши фірмовий фіолетовий колір. Восени 2007 року UTech продали провайдеру NetByNet за 7,5–10 млн $, Бакальчук виручив 3–5 млн $.
2006 року Владислав Бакальчук та Олексій Фадєєв створили ТОВ «Юніонтел», запустивши нового провайдера IFlat, де Бакальчук працював гендиректором до 2011 року — 49 % його часток були передані дружині Фадєєва у 2018 році.
До кінця 2019 року Тетяна Бакальчук була єдиною власницею Wildberries, але 31 грудня 2019 року вона передала чоловікові 1 % компанії.
23 липня 2021 року Бакальчука з дружиною внесено до санкційного списку України через продаж «російської пропаганди» та російської військової форми на маркетплейсі.

### Корпоративна суперечка з дружиною
У червні 2024 року Wildberries оголосила про злиття з найбільшим в Росії оператором реклами Russ. 23 липня 2024 року голова Чечні Рамзан Кадиров розповів у своєму телеграм-каналі, що до нього приїхав Владислав Бакальчук, який поскаржився на «серйозні проблеми як усередині сім'ї, так і з започаткованим сімейним бізнесом». За словами Бакальчука, вони з Кадировим «раніше дружили, спілкувалися». Кадиров опублікував відео, на якому Бакальчук розповідає подробиці конфлікту.
Кадиров заявив, що це рейдерство, пообіцявши довести інформацію до керівництва держави. Тетяна Бакальчук відреагувала публікацією у своєму телеграм-каналі. «Це не рейдерське захоплення. Це розлучення. Із самого початку все було погоджено з Владиславом, він особисто був присутнім на презентації топ-менеджменту нової структури об'єднаної компанії», — написала Бакальчук.
За словами джерела Forbes, Владислав Бакальчук покинув компанію на початку липня. 24 липня 2024 року Владислав Бакальчук заявив, що у разі поділу майна при розлученні хоче отримати половину частки компанії.
19 вересня 2024 року Бакальчука затримали після перестрілки кадирівців в офісі Wildberries у Москві. Під час стрілянини загинули двоє, семеро людей постраждали. Владислав Бакальчук заявив, що збирався провести переговори із керівництвом компанії. Тетяна Бакальчук та Wildberries це спростували, заявивши, що «жодних зустрічей з Владиславом заплановано не було». Бакальчуку висунули звинувачення за такими статтями КК РФ: ст. 105 ч. 2 (вбивство); ч. 3 ст. 30, ч. 1 ст. 105 КК РФ (замах на вбивство); ст. 317 (замах на співробітника правоохоронних органів) та ст. 330 (самоуправство).

## Сім'я
З початку 2000-х одружений із Тетяною Бакальчук. У пари семеро дітей. У 2021 народилася 7 дитина. У 2021 році названі найбагатшою родиною Росії.
23 липня 2024 року Тетяна Бакальчук оголосила про початок шлюборозлучного процесу з чоловіком.